# Рун ап Артгал
Рун (валл. Rhun) (умер в 878) — король Альт Клута (Стратклайда) с 872 года.

## Биография
Согласно «Харлеанским генеалогиям», Рун был сыном и наследником Артгала, первого короля, использовавшего титул «король Стратклайда».
Даты его правления приближённые. Согласно «Анналам Ульстера», в 872 году в Дублине при подстрекательстве короля Альбы Константина I был убит Артгал, отец Руна. Рун при этом был женат на сестре Константина, что, возможно, дало Константину повод претендовать на Стратклайд. Неизвестно, насколько самостоятельным было правление Руна, вероятно, что он зависел от своих могущественных соседей, королей Альбы.
Во время правления Рина была построена церковь св. Константина в Говэне. Вероятно, в эти годы значение Дан-Британна как столицы королевства уменьшилось, и административный центр Стратклайда постепенно стал смещаться в Глазго.
Год смерти Руна в источниках не упоминается, но вероятно он умер в 878 году, когда впервые правителем Стратклайда упомянут его сын Эохейд, которого также возвели на престол королевства Альба.

## Брак и дети
Жена: дочь короля пиктов и Альбы Кеннета I Макальпина. Дети:
- Эохейд (ум. 889), король Стратклайда и король Альбы (Шотландии) с 878